# 대한민국 형사소송법 제253조
대한민국 형사소송법 제253조는 시효의 정지와 효력에 대한 형사소송법의 조문이다.

## 조문
제253조(시효의 정지와 효력) ① 시효는 공소의 제기로 진행이 정지되고 공소기각 또는 관할위반의 재판이 확정된 때로부터 진행한다. <개정 1961.9.1>
②공범의 1인에 대한 전항의 시효정지는 다른 공범자에게 대하여 효력이 미치고 당해 사건의 재판이 확정된 때로부터 진행한다. <개정 1961.9.1>
③범인이 형사처분을 면할 목적으로 국외에 있는 경우 그 기간 동안 공소시효는 정지된다. <신설 1995.12.29>

第253條(時效의 停止와 效力) ① 時效는 公訴의 提起로 進行이 停止되고 公訴棄却 또는 管轄違反의 裁判이 確定된 때로부터 進行한다.  <개정 1961.9.1.>
②共犯의 1人에 對한 前項의 時效停止는 다른 共犯者에게 對하여 效力이 미치고 當該 事件의 裁判이 確定된 때로부터 進行한다.  <개정 1961.9.1.>
③犯人이 刑事處分을 면할 目的으로 國外에 있는 경우 그 기간 동안 公訴時效는 정지된다. <新設 1995.12.29.>

## 참고 문헌
- 손동권 신이철, 새로운 형사소송법(초판, 2013), 세창, 2013. ISBN 9788984114081
- 이창섭. "형사소송법 제253조 제2항의 ‘공범’의 해석과 공소시효 정지기간 계산방법에 관한 일고(一考) - 대법원 2015. 2. 12. 선고 2012도4842 판결을 재음미하며 -." 형사법연구 34.4 (2022): 281-309.
- 신이철. "형사소송법상 공소시효 정지사유와 그 효력범위-특히, 형사소송법 제253조를 중심으로-." 영남법학 0.47 (2018): 167-198.
- 이병한. "형사소송법 제253조 제3항의 공소시효정지사유로서 ‘형사처분을 면할 목적’의 해석 기준." 사법 1.8 (2009): 289-333.